# Kongen af Danmark
 For alternative betydninger, se Kongen af Danmark (flertydig). (Se også artikler, som begynder med Kongen af Danmark)
Kongen af Danmark er et rødt bolsje med anissmag. Som regel er de fabriksfremstillede ovale bolsjer præget med en krone.

## Historie
Navnet "Kongen af Danmark", stammer fra 1600-tallet. Ifølge legenden fik Christian 5., der var konge af Danmark 1670-1699, ondt i halsen og tilkaldte sin livlæge. Livlægen ordinerede anisolie, tidens medicin mod ondt i halsen. Men da anisolie smager stærkt, ville kongen ikke indtage den. 
Derfor måtte livlægen finde på noget. Han havde hørt, at nogle apotekere tilførte medicin til sukkermasse for at gøre den spiselig. 
Han lavede derfor en varm sukkermasse, som han tilførte anisolie og en smule rødbedesaft. 
Det blev til fine, røde bolsjer, som kong Christian 5. gladelig spiste. Og han blev rask.